# VT52

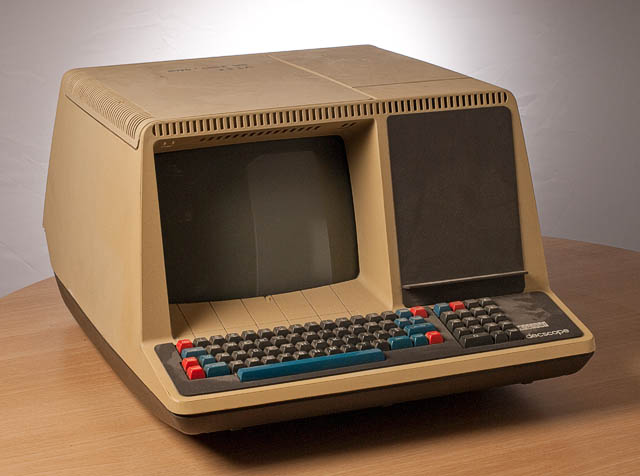

Le VT50 est un terminal informatique à tube cathodique introduit par Digital Equipment Corporation (DEC) en juillet 1974. Il offrait un affichage avec 12 lignes et 80 colonnes de texte en majuscule, et utilisait un jeu étendu de caractères de contrôle et un défilement vers l'avant uniquement basé sur le VT05 antérieur. La documentation DEC de l'époque fait référence aux terminaux sous le nom de DECscope, un nom qui n'aurait d'ailleurs presque jamais été vu. 
Le VT50 n'a été vendu que pendant une courte période avant d'être remplacé par le VT52 en septembre 1975. Le VT52 offrait un écran de 24 lignes et 80 colonnes de texte mesurant 12 pouces et prenait en charge les 95 caractères ASCII, ainsi que 32 caractères graphiques, le défilement bidirectionnel et un  système de caractères de contrôle étendu. Ce terminal s'utilisait avec des ordinateurs tels que le PDP-11 auquel il était connecté par une liaison entre 110 et 9 600 baud. En 1976, le tarif de gros était de 1 360 $ l'unité par lot de 100. 
DEC a produit une série de VT52 améliorés avec du matériel supplémentaire pour diverses utilisations.  
La famille VT52 a été supplantée en 1978 par le beaucoup plus sophistiqué VT100.